# Janka Kupala
Janka Kupala (Viazynka kraj Minska, 7. srpnja 1882. – Moskva, 28. lipnja 1942. ) - bjeloruski pjesnik i pisac.
Pisao je pod tim pseudonimom, a izvorno se zvao Ivan Dominikovič Lucevič. Kupala je jedan od najvećih bjeloruskih pisaca 20. stoljeća. Mnogo je utjecao na razvoj suvremenoga bjeloruskoga jezika.

## Rani život
Kupala se rodio 7. srpnja 1882. u Viazynki. Njegova obitelj bila je plemićkoga podrijetla. Oba roditelja bili su poljoprivrednici. Nakon smrti svog oca 1902., Kupala je radio na nekoliko kratkoročnih radnih mjesta. Bio je učitelj, prodavač i zapisničar.
Počeo je objavljivati pjesme na poljskom i bjeloruskom jeziku. Studirao je u Vilniusu i Sankt Peterburgu. Kupala se preselio iz Bjelorusije u Vilnius 1908. Zatim je otišao u Sankt-Peterburg 1909. i sljedeće godine objavio nekoliko radova. Napustio je Sankt-Peterburg i vratio se u Vilnius 1913. Među onima koji su utjecali na njega bio je Maksim Gorki. 

## Tijekom sovjetskog razdoblja
Nagrađen je Ordenom Lenjina 1941. za pjesničku zbirku „Iz srca“.
Godine 1941., preselio se u Moskvu, a zatim u Tatarstan. No, i tamo je pisao pjesme, kojima je podržavao borbu Bjelorusije protiv nacističke Njemačke. 
Umro je misteriozno u Moskvi 1942. Pao je niz stubište u hotelu. Smatra se, da se radilo o ubojstvu ili samoubojstvu.